# Bahacivka, Hrîstînivka
Bahacivka (în ucraineană Багачівка) este un sat în comuna Verbuvata din raionul Hrîstînivka, regiunea Cerkasî, Ucraina.

## Demografie
Componența lingvistică a localității Bahacivka
     Ucraineană (97,62%)
     Rusă (2,38%)
Conform recensământului din 2001, majoritatea populației localității Bahacivka era vorbitoare de ucraineană (97,62%), existând în minoritate și vorbitori de rusă (2,38%).